# Max Berchtold

Max Berchtold (1962)

Max Berchtold (* 6. September 1916 in Thalwil; † 26. September 1995 in Küsnacht; heimatberechtigt in Seegräben) war ein Schweizer Maschinenbauingenieur und Hochschullehrer.

## Leben
Max Berchtold, Sohn des Heizungsingenieurs Hugo Berchtold, war mit Susanne Wyssmann, Tochter von Werner Wyssmann, Dr. iur., verheiratet.
Bis 1936 besuchte Berchtold die Oberrealschule in Zürich. Darauf folgte ein Maschineningenieurstudium an der ETH Zürich. Von 1940 bis 1946 war er ebendort Assistent am Institut für Thermodynamik, wo er sich mit instationärer Gasdynamik und der Entwicklung von Ladegebläsen für Flugmotoren befasste. Anschliessend, von 1946 bis 1947, war Berchtold Leiter der Turbinenversuchsabteilung in der Maschinenfabrik Oerlikon. Zwischen 1947 und 1959 war er in Zusammenarbeit mit der BBC Baden mit der Entwicklung der Dieselmotoren-Aufladung in den USA betraut.
Nach seiner Tätigkeit in den USA war Berchtold zwischen 1959 und 1983 ordentlicher Professor für Thermodynamik und Verbrennungsmotoren an der ETH Zürich.
Berchtolds Interesse galt vor allem der Aufladung von Verbrennungsmotoren und der Verringerung ihrer Abgasemissionen. Er gilt als hauptverantwortlich für die Weiterentwicklung des Comprex bis zur Marktreife und für die Schalldämpfer-Entwicklung von Triebwerkstandläufen der Swissair. Des Weiteren war Berchtold Präsident der Schweizerischen Vereinigung für Flugwissenschaft und des Eidgenössischen Fachausschusses für Militärflugzeuge. Zudem war er von 1971 bis 1986 im Verwaltungsrat der Swissair.